# Distretto di Bajandėlgėr (Sùhbaatar)
Il distretto di Bajandėlgėr è uno dei tredici distretti (sum) in cui è suddivisa la provincia di Sùhbaatar, in Mongolia. Conta una popolazione di 1.169 abitanti (censimento 2009). 